# Llwynywermod

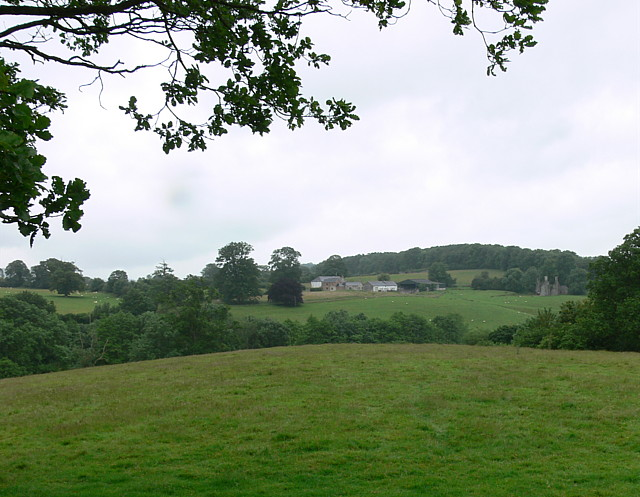
Blick auf Llwynywermod; rechts im Bild ist die Ruine des alten Herrenhauses.

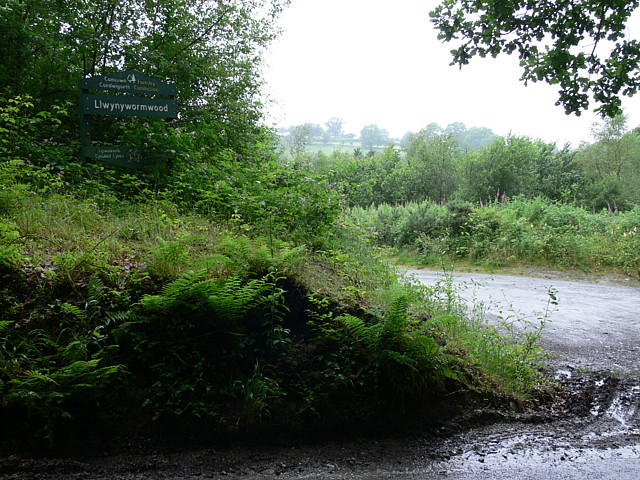
Die Zufahrt zu Llwynywermod.

Llwynywermod (walisisch Llwynywermwd), auch Llwynywormwood genannt, ist ein der Duchy of Cornwall gehörendes und von König Charles III., (der auch Duke of Cornwall war) genutztes Anwesen im Dorf Myddfai, Llandovery, Carmarthenshire, am Rande des Brecon Beacons National Park in Wales im Vereinigten Königreich.
Das Anwesen mit einer Fläche von 0,78 km2 wurde im März 2007 von der Duchy of Cornwall erworben. Das heutige Wohngebäude mit drei Schlafräumen war ursprünglich das Kutscherhaus des zwischenzeitlich verfallenen Herrenhauses Llwynywormwood der Baronets Griffies-Williams, welches im 19. Jahrhundert als eines der schönsten Anwesen von Wales gegolten hat. William Griffies-Williams, der Erbauer des Hauses, war verwandt mit Anne Boleyn, der zweiten Ehefrau von Heinrich VIII. Im 13. Jahrhundert war das Anwesen Sitz der in keltischer Tradition verwurzelten Heiler von Myddfai.
Die Renovierung im orttypisch-ländlichen Stil unter Verwendung traditioneller Materialien und Bautechniken oblag dem Architekturbüro Craig Hamilton Architects
König Charles III und seine Ehefrau Königin Camilla bezogen das Haus erstmals im Juni 2008 als walisischen Sitz im Sinne der Stellung von König Charles III als Prince von Wales (=Fürst von Wales), in dessen Stand er gemäß der Tradition als britischer Thronfolger bereits 1969 von seiner Mutter Königin Elisabeth II. erhoben worden war. Nach dem Tod seiner Mutter, Königin Elisabeth II, ging das Anwesen an seinen Sohn William, dem neuen Prince of Wales über.
Wenn das Haus nicht von William, Prince of Wales, genutzt wird, kann es als Ferienhaus gemietet werden.